# Référendum liechtensteinois de 1971
Un référendum a lieu au Liechtenstein le 28 février 1971. 

## Contenu
Le référendum porte sur l'extension du droit de vote aux femmes.

## Contexte
En 1968, les Liechtensteinois se prononcent sur le suffrage féminin lors d'une consultation populaire non contraignante. Les votes des hommes et des femmes sont décomptés séparément, et les premiers se prononcent à 60 % contre tandis que les secondes ne sont qu'à peine plus de 50 % à se prononcer pour.
Deux ans plus tard la coalition du Parti progressiste des citoyens et de l'Union Patriotique introduit au parlement un projet d'amendement de l'article 29 de la constitution introduisant le suffrage féminin.
Il s'agit d'un référendum facultatif d'origine parlementaire : le Landtag décide de soumettre le projet d'amendement voté à l'unanimité le 17 décembre 1970 à la votation populaire dans le cadre de l'article 66 de la constitution et de l'article 111 sur les amendements constitutionnels.

## Résultat
| Choix                     | Votes | %     |
| ------------------------- | ----- | ----- |
| Pour                      | 1 817 | 48,92 |
| Contre                    | 1 897 | 51,08 |
| Votes blancs et invalides | 52    | –     |
| Total                     | 3 765 | 100   |
| Inscrits/Participation    | 4 385 | 85,86 |

L'introduction du suffrage féminin fera l'objet deux ans plus tard d'un second référendum rejeté par près de 56 % des votants, avant d'être validé encore onze ans plus tard via un troisième référendum qui recueille alors 51 % de suffrages en sa faveur.